# CEV Champions League 2020-2021 (femminile)
La CEV Champions League 2020-2021 si è svolta dal 22 settembre 2020 al 1º maggio 2021: al torneo hanno partecipato ventinove squadre di club europee e la vittoria finale è andata per la prima volta all'Imoco.

## Formula

### Sistema di qualificazione
Ha potuto partecipare alla CEV Champions League 2020-21 almeno una squadra per ognuna delle 56 federazioni nazionali che ne hanno fatto richiesta. Secondo il Ranking CEV, basato sui risultati di tutte le formazioni affiliate alla medesima federazione nazionale delle ultime tre edizioni della massima competizione europea, alcune federazioni hanno potuto beneficiare della possibilità di iscrivere alla competizione più squadre e di evitare ad una o più formazioni la disputa dei turni preliminari, consentendone l'accesso al torneo direttamente dalla fase a gironi. In particolare:
- 3 squadre direttamente ai gironi:  Italia,  Russia e  Turchia
- 2 squadre ai gironi:  Francia e  Polonia
- 1 squadra ai gironi:  Bulgaria,  Finlandia,  Germania,  Rep. Ceca e  Romania[3]

Alla luce dell'interruzione anticipata dei campionati nazionali nella stagione 2019-20, la CEV ha consentito inoltre la possibilità per ogni federazione nazionale di iscrivere un'ulteriore formazione alla competizione, con accesso alle fasi di qualificazione preliminari, a patto che questa abbia concluso l'ultimo campionato almeno al quinto posto e che nelle ultime tre stagioni abbia partecipato ad almeno due edizioni della Champions League, con priorità nell'iscrizione in funzione del ranking.
Si sono iscritte alla manifestazione ventinove squadre per un totale di ventuno federazioni rappresentate.

### Regolamento
Le fasi di inizio nel torneo per le varie squadre sono state stabilite in base al Ranking CEV e all'eventuale iscrizione della formazione su suggerimento della federazione nazionale.
Dodici squadre hanno disputato una fase preliminare in due turni successivi ad eliminazione diretta, originariamente organizzati in gare di andata e ritorno; a causa della recrudescenza della pandemia di COVID-19 e delle limitazioni connesse agli spostamenti delle formazioni, la formula è stata rivista concedendo alle società impegnate di disputare entrambi gli incontri in una sola sede o di disputare la sfida in gara unica.
Le squadre sconfitte nei turni preliminari sono state relegate in Coppa CEV 2020-21, mentre le tre vincitrici della fase preliminare e le migliori diciassette squadre continentali avrebbero dovuto disputare la fase a gironi, strutturata con formula del girone all'italiana a doppio turno.
Prima dell'inizio della fase a gironi, tuttavia, si sono registrati i ritiri del Viesti Salo e dell'Uraločka: la CEV, sulla base dei criteri per i ripescaggi fra le formazioni ancora impegnate nel secondo turno di qualificazione e quelle eliminate, ha decretato l'annullamento della sfida fra MTV Stoccarda e Dinamo Mosca, qualificando entrambe le formazioni alla fase a gironi, ed ha quindi proceduto al ripescaggio del Kamnik.
Sempre per effetto della pandemia di COVID-19, è stata rivista anche la formula di questa seconda fase: anziché incontri di andata e ritorno, sono stati organizzati tornei all'italiana in due "bolle biosicure" per ogni girone dove sono state disputate rispettivamente tutte le partite del girone di andata e tutte quelle del girone di ritorno, riducendo il numero di viaggi.
La prima classificata di ogni girone e le tre migliori seconde classificate si sono qualificate alla fase ad eliminazione diretta, organizzata in quarti di finale, semifinali (entrambi organizzati con gare di andata e ritorno e la disputa di un golden set in caso di parità di punti dopo le due partite) e finale, quest'ultima disputata in gara unica.

### Criteri di classifica
Se il risultato finale è stato di 3-0 o 3-1 sono stati assegnati 3 punti alla squadra vincente e 0 a quella sconfitta, se il risultato finale è stato di 3-2 sono stati assegnati 2 punti alla squadra vincente e 1 a quella sconfitta.
L'ordine del posizionamento in classifica è stato definito in base a:
- Numero di partite vinte;
- Punti;
- Ratio dei set vinti/persi;
- Ratio dei punti realizzati/subiti;
- Risultato degli scontri diretti[13].

## Squadre partecipanti
| - Minčanka - Marica - HAOK Mladost - Viesti Salo - ASPTT Mulhouse - Nantes - MTV Stoccarda - Schweriner | - Hapoël Kfar Saba - AGIL - Imoco - Savino Del Bene - UYBA - Chemik Police - Developres Rzeszów - ŁKS | - Olomouc - Dinamo-Ak Bars - Dinamo Mosca - Lokomotiv Kaliningrad - Uraločka - TENT - Kamnik - Eczacıbaşı | - Fenerbahçe - VakıfBank - Chimik - Prometej - Vasas |

## Torneo

### Primo turno
Gli accoppiamenti fra le squadre per il primo turno sono stati sorteggiati il 21 agosto 2020 a Lussemburgo.

#### Risultati

##### Andata
| 22 settembre 2020 Łódź Sport Arena, Łódź Durata: 0h:00 - Spettatori: 0              | Hapoël Kfar Saba | 0 - 3 | ŁKS          | 0-25, 0-25, 0-25           |
| 23 settembre 2020 Dom odbojke Bojan Stranić, Zagabria Durata: 0h:00 - Spettatori: 0 | HAOK Mladost     | 0 - 3 | Kamnik       | 0-25, 0-25, 0-25           |
| 22 settembre 2020 Palazzetto dello Sport, Scandicci Durata: 1h:16 - Spettatori: ?   | Savino Del Bene  | 3 - 0 | TENT         | 25-14, 25-21, 25-17        |
| 22 settembre 2020 Łódź Sport Arena, Łódź Durata: 0h:00 - Spettatori: 0              | MTV Stoccarda    | 3 - 0 | Minčanka     | 25-0, 25-0, 25-0           |
| 23 settembre 2020 Vasas Kézilabdacsarnok, Budapest Durata: 1h:08 - Spettatori: 400  | Vasas            | 0 - 3 | Dinamo Mosca | 13-25, 23-25, 17-25        |
| 23 settembre 2020 Dvorec Sporta Junost, Zaporižžja Durata: 1h:32 - Spettatori: 900  | Prometej         | 1 - 3 | Chimik       | 25-14, 18-25, 22-25, 17-25 |

##### Ritorno
| 24 settembre 2020 Łódź Sport Arena, Łódź Durata: 0h:00 - Spettatori: 0                | ŁKS      | 3 - 0 | Hapoël Kfar Saba | 25-0, 25-0, 25-0    |
| 30 settembre 2020 Športna dvorana, Kamnik Durata: 0h:00 - Spettatori: 0               | Kamnik   | 3 - 0 | HAOK Mladost     | 25-0, 25-0, 25-0    |
| 23 settembre 2020 Palazzetto dello Sport, Scandicci Durata: 1h:14 - Spettatori: ?     | TENT     | 0 - 3 | Savino Del Bene  | 23-25, 17-25, 14-25 |
| 24 settembre 2020 Palazzetto dello Sport Uruchje, Minsk Durata: 0h:00 - Spettatori: 0 | Minčanka | 0 - 3 | MTV Stoccarda    | 0-25, 0-25, 0-25    |
| 30 settembre 2020 FSK Olymp, Južne Durata: 1h:17 - Spettatori: 350                    | Chimik   | 3 - 0 | Prometej         | 25-20, 25-19, 25-19 |

#### Squadre qualificate
- MTV Stoccarda
- Savino Del Bene
- ŁKS
- Dinamo Mosca
- Kamnik
- Chimik

### Secondo turno

#### Risultati

##### Andata
| 6 ottobre 2020 Łódź Sport Arena, Łódź Durata: 1h:06 - Spettatori: 700          | ŁKS             | 3 - 0 | Kamnik        | 25-18, 25-11, 25-17 |
| 6 ottobre 2020 Palazzetto dello Sport, Scandicci Durata: 1h:16 - Spettatori: ? | Savino Del Bene | 3 - 0 | Chimik        | 25-15, 26-24, 25-12 |
| 6 novembre 2020 Durata: 0h:00 - Spettatori: 0                                  | Dinamo Mosca    | -     | MTV Stoccarda | annullata           |

##### Ritorno
| 14 ottobre 2020 Športna dvorana, Kamnik Durata: 1h:43 - Spettatori: 100        | Kamnik | 1 - 3 | ŁKS             | 22-25, 22-25, 25-17, 17-25 |
| 7 ottobre 2020 Palazzetto dello Sport, Scandicci Durata: 1h:11 - Spettatori: ? | Chimik | 0 - 3 | Savino Del Bene | 16-25, 19-25, 11-25        |

#### Squadre qualificate
- MTV Stoccarda
- Savino Del Bene
- ŁKS
- Dinamo Mosca

### Fase a gironi
I gironi sono stati sorteggiati il 21 agosto 2020 a Lussemburgo.
| Girone A           | Girone B   | Girone C       | Girone D              | Girone E       |
| ------------------ | ---------- | -------------- | --------------------- | -------------- |
| UYBA               | Imoco      | VakıfBank      | Eczacıbaşı            | Dinamo-Ak Bars |
| Developres Rzeszów | Nantes     | ASPTT Mulhouse | Lokomotiv Kaliningrad | Chemik Police  |
| Schweriner         | Fenerbahçe | Marica         | Dinamo Mosca          | Olomouc        |
| Savino Del Bene    | Kamnik     | ŁKS            | MTV Stoccarda         | AGIL           |

#### Girone A

##### Risultati
| 1º dicembre 2020 Palazzetto dello Sport, Scandicci Durata: 2h:11 - Spettatori: ? | Schweriner         | 3 - 1 | Developres Rzeszów | 25-27, 25-18, 25-18, 25-18        |
| 1º dicembre 2020 Palazzetto dello Sport, Scandicci Durata: 2h:01 - Spettatori: ? | Savino Del Bene    | 3 - 2 | UYBA               | 25-18, 11-25, 25-19, 23-25, 17-15 |
| 2 dicembre 2020 Palazzetto dello Sport, Scandicci Durata: 2h:32 - Spettatori: ?  | Developres Rzeszów | 2 - 3 | UYBA               | 17-25, 22-25, 25-19, 25-22, 14-16 |
| 2 dicembre 2020 Palazzetto dello Sport, Scandicci Durata: 1h:54 - Spettatori: ?  | Schweriner         | 1 - 3 | Savino Del Bene    | 25-19, 19-25, 20-25, 21-25        |
| 3 dicembre 2020 Palazzetto dello Sport, Scandicci Durata: 1h:23 - Spettatori: ?  | UYBA               | 0 - 3 | Schweriner         | 24-26, 14-25, 22-25               |
| 3 dicembre 2020 Palazzetto dello Sport, Scandicci Durata: 1h:21 - Spettatori: ?  | Developres Rzeszów | 0 - 3 | Savino Del Bene    | 23-25, 18-25, 16-25               |
| 2 febbraio 2021 ARENA Schwerin, Schwerin Durata: 2h:17 - Spettatori: ?           | Schweriner         | 3 - 2 | Developres Rzeszów | 25-18, 22-25, 23-25, 26-24, 15-7  |
| 2 febbraio 2021 ARENA Schwerin, Schwerin Durata: 1h:45 - Spettatori: ?           | Savino Del Bene    | 2 - 3 | UYBA               | 18-25, 25-21, 14-25, 25-18, 10-15 |
| 3 febbraio 2021 ARENA Schwerin, Schwerin Durata: 1h:12 - Spettatori: ?           | Developres Rzeszów | 0 - 3 | UYBA               | 23-25, 22-25, 17-25               |
| 3 febbraio 2021 ARENA Schwerin, Schwerin Durata: 1h:15 - Spettatori: ?           | Schweriner         | 0 - 3 | Savino Del Bene    | 22-25, 13-25, 15-25               |
| 4 febbraio 2021 ARENA Schwerin, Schwerin Durata: 1h:06 - Spettatori: ?           | UYBA               | 3 - 0 | Schweriner         | 25-20, 25-13, 25-12               |
| 4 febbraio 2021 ARENA Schwerin, Schwerin Durata: 2h:13 - Spettatori: ?           | Developres Rzeszów | 3 - 1 | Savino Del Bene    | 33-35, 25-22, 25-22, 28-26        |

##### Classifica
| Pos. | Squadra            | Pt | G | V | P | SV | SP | Ratio | PF  | PS  | Ratio |
| ---- | ------------------ | -- | - | - | - | -- | -- | ----- | --- | --- | ----- |
| 1.   | Savino Del Bene    | 12 | 6 | 4 | 2 | 15 | 9  | 1,667 | 542 | 509 | 1,065 |
| 2.   | UYBA               | 11 | 6 | 4 | 2 | 14 | 10 | 1,400 | 523 | 479 | 1,092 |
| 3.   | Schweriner         | 8  | 6 | 3 | 3 | 10 | 12 | 0,833 | 467 | 484 | 0,965 |
| 4.   | Developres Rzeszów | 5  | 6 | 1 | 5 | 8  | 16 | 0,500 | 513 | 573 | 0,895 |

      Qualificata ai quarti di finale.

#### Girone B

##### Risultati
| 8 dicembre 2020 PalaVerde, Villorba Durata: 1h:11 - Spettatori: ?                      | Fenerbahçe | 3 - 0 | Nantes     | 25-16, 25-18, 25-15        |
| 8 dicembre 2020 PalaVerde, Villorba Durata: 1h:08 - Spettatori: ?                      | Kamnik     | 0 - 3 | Imoco      | 18-25, 17-25, 15-25        |
| 9 dicembre 2020 PalaVerde, Villorba Durata: 1h:04 - Spettatori: ?                      | Nantes     | 0 - 3 | Imoco      | 19-25, 11-25, 16-25        |
| 9 dicembre 2020 PalaVerde, Villorba Durata: 1h:44 - Spettatori: ?                      | Fenerbahçe | 3 - 1 | Kamnik     | 25-16, 20-25, 26-24, 25-17 |
| 10 dicembre 2020 PalaVerde, Villorba Durata: 1h:11 - Spettatori: ?                     | Imoco      | 3 - 0 | Fenerbahçe | 25-14, 25-19, 25-19        |
| 10 dicembre 2020 PalaVerde, Villorba Durata: 1h:18 - Spettatori: ?                     | Nantes     | 3 - 0 | Kamnik     | 25-22, 25-19, 25-20        |
| 26 gennaio 2021 Complexe Sportif Mangin Beaulieu, Nantes Durata: 1h:14 - Spettatori: ? | Fenerbahçe | 3 - 0 | Nantes     | 25-22, 25-16, 25-20        |
| 26 gennaio 2021 Complexe Sportif Mangin Beaulieu, Nantes Durata: 1h:07 - Spettatori: ? | Kamnik     | 0 - 3 | Imoco      | 21-25, 11-25, 11-25        |
| 27 gennaio 2021 Complexe Sportif Mangin Beaulieu, Nantes Durata: 1h:20 - Spettatori: ? | Nantes     | 0 - 3 | Imoco      | 20-25, 20-25, 24-26        |
| 27 gennaio 2021 Complexe Sportif Mangin Beaulieu, Nantes Durata: 1h:09 - Spettatori: ? | Fenerbahçe | 3 - 0 | Kamnik     | 25-13, 25-18, 25-20        |
| 28 gennaio 2021 Complexe Sportif Mangin Beaulieu, Nantes Durata: 1h:59 - Spettatori: ? | Imoco      | 3 - 1 | Fenerbahçe | 25-19, 22-25, 25-21, 25-17 |
| 28 gennaio 2021 Complexe Sportif Mangin Beaulieu, Nantes Durata: 1h:51 - Spettatori: ? | Nantes     | 3 - 1 | Kamnik     | 22-25, 25-19, 25-20, 25-21 |

##### Classifica
| Pos. | Squadra    | Pt | G | V | P | SV | SP | Ratio  | PF  | PS  | Ratio |
| ---- | ---------- | -- | - | - | - | -- | -- | ------ | --- | --- | ----- |
| 1.   | Imoco      | 18 | 6 | 6 | 0 | 18 | 1  | 18,000 | 473 | 337 | 1,404 |
| 2.   | Fenerbahçe | 12 | 6 | 4 | 2 | 13 | 7  | 1,857  | 455 | 412 | 1,104 |
| 3.   | Nantes     | 6  | 6 | 2 | 4 | 6  | 13 | 0,462  | 389 | 447 | 0,870 |
| 4.   | Kamnik     | 0  | 6 | 0 | 6 | 2  | 18 | 0,111  | 372 | 493 | 0,755 |

      Qualificata ai quarti di finale.

#### Girone C

##### Risultati
| 24 novembre 2020 Kolodruma, Plovdiv Durata: 1h:15 - Spettatori: ?    | Marica         | 0 - 3 | ASPTT Mulhouse | 17-25, 19-25, 13-25               |
| 24 novembre 2020 Kolodruma, Plovdiv Durata: 1h:17 - Spettatori: ?    | ŁKS            | 0 - 3 | VakıfBank      | 23-25, 17-25, 22-25               |
| 25 novembre 2020 Kolodruma, Plovdiv Durata: 1h:04 - Spettatori: ?    | ASPTT Mulhouse | 0 - 3 | VakıfBank      | 18-25, 16-25, 18-25               |
| 25 novembre 2020 Kolodruma, Plovdiv Durata: 2h:21 - Spettatori: ?    | Marica         | 2 - 3 | ŁKS            | 18-25, 25-20, 25-20, 17-25, 10-15 |
| 26 novembre 2020 Kolodruma, Plovdiv Durata: 1h:26 - Spettatori: ?    | VakıfBank      | 3 - 1 | Marica         | 25-9, 25-10, 23-25, 25-16         |
| 26 novembre 2020 Kolodruma, Plovdiv Durata: 1h:21 - Spettatori: ?    | ASPTT Mulhouse | 0 - 3 | ŁKS            | 20-25, 23-25, 20-25               |
| 2 febbraio 2021 Łódź Sport Arena, Łódź Durata: 1h:45 - Spettatori: ? | Marica         | 1 - 3 | ASPTT Mulhouse | 23-25, 25-22, 22-25, 22-25        |
| 2 febbraio 2021 Łódź Sport Arena, Łódź Durata: 1h:13 - Spettatori: ? | ŁKS            | 0 - 3 | VakıfBank      | 21-25, 19-25, 20-25               |
| 3 febbraio 2021 Łódź Sport Arena, Łódź Durata: 1h:05 - Spettatori: ? | ASPTT Mulhouse | 0 - 3 | VakıfBank      | 15-25, 13-25, 18-25               |
| 3 febbraio 2021 Łódź Sport Arena, Łódź Durata: 1h:50 - Spettatori: ? | Marica         | 1 - 3 | ŁKS            | 24-26, 18-25, 25-23, 17-25        |
| 4 febbraio 2021 Łódź Sport Arena, Łódź Durata: 1h:30 - Spettatori: ? | VakıfBank      | 3 - 1 | Marica         | 25-11, 25-20, 25-27, 25-14        |
| 4 febbraio 2021 Łódź Sport Arena, Łódź Durata: 1h:41 - Spettatori: ? | ASPTT Mulhouse | 1 - 3 | ŁKS            | 23-25, 19-25, 25-21, 18-25        |

##### Classifica
| Pos. | Squadra        | Pt | G | V | P | SV | SP | Ratio | PF  | PS  | Ratio |
| ---- | -------------- | -- | - | - | - | -- | -- | ----- | --- | --- | ----- |
| 1.   | VakıfBank      | 18 | 6 | 6 | 0 | 18 | 2  | 9,000 | 498 | 352 | 1,415 |
| 2.   | ŁKS            | 11 | 6 | 4 | 2 | 12 | 10 | 1,200 | 497 | 477 | 1,042 |
| 3.   | ASPTT Mulhouse | 6  | 6 | 2 | 4 | 7  | 13 | 0,538 | 418 | 462 | 0,905 |
| 4.   | Marica         | 1  | 6 | 0 | 6 | 6  | 18 | 0,333 | 452 | 574 | 0,787 |

      Qualificata ai quarti di finale.

#### Girone D

##### Risultati
| 8 dicembre 2020 Burhan Felek Spor Salonu, Istanbul Durata: 2h:09 - Spettatori: ?       | Dinamo Mosca          | 3 - 2 | Lokomotiv Kaliningrad | 25-23, 13-25, 27-29, 25-23, 17-15 |
| 8 dicembre 2020 Burhan Felek Spor Salonu, Istanbul Durata: 2h:07 - Spettatori: ?       | MTV Stoccarda         | 2 - 3 | Eczacıbaşı            | 25-22, 25-21, 17-25, 21-25, 9-15  |
| 9 dicembre 2020 Burhan Felek Spor Salonu, Istanbul Durata: 1h:19 - Spettatori: ?       | Lokomotiv Kaliningrad | 0 - 3 | Eczacıbaşı            | 17-25, 22-25, 22-25               |
| 9 dicembre 2020 Burhan Felek Spor Salonu, Istanbul Durata: 2h:01 - Spettatori: ?       | Dinamo Mosca          | 2 - 3 | MTV Stoccarda         | 27-29, 25-13, 25-22, 14-25, 11-15 |
| 10 dicembre 2020 Burhan Felek Spor Salonu, Istanbul Durata: 1h:13 - Spettatori: ?      | Eczacıbaşı            | 3 - 0 | Dinamo Mosca          | 25-18, 25-20, 25-14               |
| 10 dicembre 2020 Burhan Felek Spor Salonu, Istanbul Durata: 1h:14 - Spettatori: ?      | Lokomotiv Kaliningrad | 3 - 0 | MTV Stoccarda         | 25-23, 25-20, 25-20               |
| 2 febbraio 2021 Dvorec Sporta Jantarnyj, Kaliningrad Durata: 1h:10 - Spettatori: 1 768 | Dinamo Mosca          | 3 - 0 | Lokomotiv Kaliningrad | 25-20, 25-13, 25-23               |
| 2 febbraio 2021 Dvorec Sporta Jantarnyj, Kaliningrad Durata: 2h:30 - Spettatori: 700   | MTV Stoccarda         | 2 - 3 | Eczacıbaşı            | 32-30, 23-25, 25-22, 14-25, 9-15  |
| 3 febbraio 2021 Dvorec Sporta Jantarnyj, Kaliningrad Durata: 1h:18 - Spettatori: 2 459 | Lokomotiv Kaliningrad | 0 - 3 | Eczacıbaşı            | 20-25, 19-25, 17-25               |
| 3 febbraio 2021 Dvorec Sporta Jantarnyj, Kaliningrad Durata: 1h:18 - Spettatori: 639   | Dinamo Mosca          | 3 - 0 | MTV Stoccarda         | 25-21, 25-20, 25-20               |
| 4 febbraio 2021 Dvorec Sporta Jantarnyj, Kaliningrad Durata: 1h:38 - Spettatori: 634   | Eczacıbaşı            | 3 - 1 | Dinamo Mosca          | 25-16, 19-25, 25-14, 25-18        |
| 4 febbraio 2021 Dvorec Sporta Jantarnyj, Kaliningrad Durata: 1h:22 - Spettatori: 2 235 | Lokomotiv Kaliningrad | 0 - 3 | MTV Stoccarda         | 23-25, 19-25, 21-25               |

##### Classifica
| Pos. | Squadra               | Pt | G | V | P | SV | SP | Ratio | PF  | PS  | Ratio |
| ---- | --------------------- | -- | - | - | - | -- | -- | ----- | --- | --- | ----- |
| 1.   | Eczacıbaşı            | 16 | 6 | 6 | 0 | 18 | 5  | 3,600 | 544 | 442 | 1,231 |
| 2.   | Dinamo Mosca          | 9  | 6 | 3 | 3 | 12 | 11 | 1,091 | 484 | 505 | 0,958 |
| 3.   | MTV Stoccarda         | 7  | 6 | 2 | 4 | 10 | 14 | 0,714 | 503 | 540 | 0,931 |
| 4.   | Lokomotiv Kaliningrad | 4  | 6 | 1 | 5 | 5  | 15 | 0,333 | 426 | 470 | 0,906 |

      Qualificata ai quarti di finale.

#### Girone E

##### Risultati
| 24 novembre 2020 PalaTerdoppio, Novara Durata: 1h:07 - Spettatori: ? | Olomouc        | 0 - 3 | Chemik Police  | 18-25, 19-25, 18-25              |
| 24 novembre 2020 PalaTerdoppio, Novara Durata: 1h:24 - Spettatori: ? | AGIL           | 3 - 0 | Dinamo-Ak Bars | 25-19, 25-22, 25-13              |
| 25 novembre 2020 PalaTerdoppio, Novara Durata: 1h:17 - Spettatori: ? | Chemik Police  | 3 - 0 | Dinamo-Ak Bars | 25-21, 25-22, 25-18              |
| 25 novembre 2020 PalaTerdoppio, Novara Durata: 1h:18 - Spettatori: ? | Olomouc        | 0 - 3 | AGIL           | 17-25, 25-27, 20-25              |
| 26 novembre 2020 PalaTerdoppio, Novara Durata: 1h:11 - Spettatori: ? | Dinamo-Ak Bars | 3 - 0 | Olomouc        | 25-18, 25-17, 25-20              |
| 26 novembre 2020 PalaTerdoppio, Novara Durata: 2h:17 - Spettatori: ? | Chemik Police  | 2 - 3 | AGIL           | 25-27, 22-25, 25-21, 25-21, 6-15 |
| 2 febbraio 2021 Hala Policach, Police Durata: 1h:08 - Spettatori: ?  | Olomouc        | 0 - 3 | Chemik Police  | 12-25, 23-25, 17-25              |
| 2 febbraio 2021 Hala Policach, Police Durata: 2h:04 - Spettatori: ?  | AGIL           | 3 - 1 | Dinamo-Ak Bars | 30-28, 22-25, 25-22, 25-20       |
| 3 febbraio 2021 Hala Policach, Police Durata: 1h:21 - Spettatori: ?  | Chemik Police  | 3 - 0 | Dinamo-Ak Bars | 28-26, 25-20, 25-17              |
| 3 febbraio 2021 Hala Policach, Police Durata: 1h:38 - Spettatori: ?  | Olomouc        | 1 - 3 | AGIL           | 15-25, 25-22, 8-25, 23-25        |
| 4 febbraio 2021 Hala Policach, Police Durata: 1h:33 - Spettatori: ?  | Dinamo-Ak Bars | 3 - 1 | Olomouc        | 25-18, 22-25, 25-21, 25-15       |
| 4 febbraio 2021 Hala Policach, Police Durata: 1h:48 - Spettatori: ?  | Chemik Police  | 1 - 3 | AGIL           | 19-25, 25-22, 18-25, 16-25       |

##### Classifica
| Pos. | Squadra        | Pt | G | V | P | SV | SP | Ratio | PF  | PS  | Ratio |
| ---- | -------------- | -- | - | - | - | -- | -- | ----- | --- | --- | ----- |
| 1.   | AGIL           | 17 | 6 | 6 | 0 | 18 | 5  | 3,600 | 557 | 463 | 1,203 |
| 2.   | Chemik Police  | 13 | 6 | 4 | 2 | 15 | 6  | 2,500 | 484 | 437 | 1,108 |
| 3.   | Dinamo-Ak Bars | 6  | 6 | 2 | 4 | 7  | 13 | 0,538 | 445 | 464 | 0,959 |
| 4.   | Olomouc        | 0  | 6 | 0 | 6 | 2  | 18 | 0,111 | 374 | 496 | 0,754 |

      Qualificata ai quarti di finale.

### Fase ad eliminazione diretta
Gli accoppiamenti fra le squadre per le sfide dei quarti di finale e gli abbinamenti per i turni successivi sono stati sorteggiati il 12 febbraio 2021 a Lussemburgo.
Sulla base del posizionamento in classifica e dei risultati conseguiti nella fase a gironi, sono state individuate quattro teste di serie (le migliori quattro prime classificate), inserite nell'urna 1, che vengono abbinate tramite sorteggio ad una delle altre quattro formazioni qualificate, inserite nell'urna 2, con queste ultime che disputano la gara d'andata in casa; viene impedito l'abbinamento fra formazioni che si sono già affrontate nella fase a gironi.
| # | Urna 1     | Urna 2          |
| - | ---------- | --------------- |
| 1 | Imoco      | Savino Del Bene |
| 2 | VakıfBank  | Chemik Police   |
| 3 | AGIL       | Fenerbahçe      |
| 4 | Eczacıbaşı | UYBA            |

#### Tabellone
|  | Quarti | Quarti          | Quarti | Quarti |  |    | Semifinali | Semifinali | Semifinali | Semifinali |  |    | Finale | Finale    | Finale |
|  |        |                 |        |        |  |    |            |            |            |            |  |    |        |           |        |
|  | 1E     | AGIL            | 3      | 3      |  |    |            |            |            |            |  |    |        |           |        |
|  | 1E     | AGIL            | 3      | 3      |  |    |            |            |            |            |  |    |        |           |        |
|  | 2B     | Fenerbahçe      | 1      | 1      |  |    |            |            |            |            |  |    |        |           |        |
|  | 2B     | Fenerbahçe      | 1      | 1      |  | 1E | AGIL       | 0          | 0          |            |  |    |        |           |        |
|  |        |                 |        |        |  | 1E | AGIL       | 0          | 0          |            |  |    |        |           |        |
|  |        |                 |        |        |  |    | 1B         | Imoco      | 3          | 3          |  |    |        |           |        |
|  | 1B     | Imoco           | 3      | 3      |  |    | 1B         | Imoco      | 3          | 3          |  |    |        |           |        |
|  | 1B     | Imoco           | 3      | 3      |  |    |            |            |            |            |  |    |        |           |        |
|  | 1A     | Savino Del Bene | 2      | 0      |  |    |            |            |            |            |  |    |        |           |        |
|  | 1A     | Savino Del Bene | 2      | 0      |  |    |            |            |            |            |  | 1B | Imoco  | 3         |        |
|  |        |                 |        |        |  |    |            |            |            |            |  | 1B | Imoco  | 3         |        |
|  |        |                 |        |        |  |    |            |            |            |            |  |    | 1C     | VakıfBank | 2      |
|  | 1C     | VakıfBank       | 3      | 3      |  |    |            |            |            |            |  |    | 1C     | VakıfBank | 2      |
|  | 1C     | VakıfBank       | 3      | 3      |  |    |            |            |            |            |  |    |        |           |        |
|  | 2E     | Chemik Police   | 0      | 0      |  |    |            |            |            |            |  |    |        |           |        |
|  | 2E     | Chemik Police   | 0      | 0      |  | 1C | VakıfBank  | 2          | 3          |            |  |    |        |           |        |
|  |        |                 |        |        |  | 1C | VakıfBank  | 2          | 3          |            |  |    |        |           |        |
|  |        |                 |        |        |  |    | 2A         | UYBA       | 3          | 0          |  |    |        |           |        |
|  | 1D     | Eczacıbaşı      | 1      | 1      |  |    | 2A         | UYBA       | 3          | 0          |  |    |        |           |        |
|  | 1D     | Eczacıbaşı      | 1      | 1      |  |    |            |            |            |            |  |    |        |           |        |
|  | 2A     | UYBA            | 3      | 3      |  |    |            |            |            |            |  |    |        |           |        |
|  | 2A     | UYBA            | 3      | 3      |  |    |            |            |            |            |  |    |        |           |        |

#### Risultati

##### Quarti di finale

###### Andata
| 23 febbraio 2021 Burhan Felek Spor Salonu, Istanbul Durata: 1h:44 - Spettatori: 50 | Fenerbahçe      | 1 - 3 | AGIL       | 25-19, 12-25, 19-25, 25-27        |
| 24 febbraio 2021 Palazzetto dello Sport, Scandicci Durata: 2h:25 - Spettatori: ?   | Savino Del Bene | 2 - 3 | Imoco      | 25-17, 27-29, 30-28, 23-25, 15-17 |
| 25 febbraio 2021 Hala Policach, Police Durata: 1h:09 - Spettatori: ?               | Chemik Police   | 0 - 3 | VakıfBank  | 9-25, 15-25, 20-25                |
| 25 febbraio 2021 PalaPiantanida, Busto Arsizio Durata: 1h:42 - Spettatori: ?       | UYBA            | 3 - 1 | Eczacıbaşı | 25-19, 15-25, 25-17, 28-26        |

###### Ritorno
| 3 marzo 2021 PalaTerdoppio, Novara Durata: 1h:32 - Spettatori: ?                | AGIL       | 3 - 1 | Fenerbahçe      | 25-16, 25-18, 16-25, 25-11 |
| 3 marzo 2021 PalaVerde, Villorba Durata: 1h:19 - Spettatori: ?                  | Imoco      | 3 - 0 | Savino Del Bene | 25-20, 25-17, 25-20        |
| 4 marzo 2021 VakıfBank Spor Sarayı, Istanbul Durata: 1h:11 - Spettatori: ?      | VakıfBank  | 3 - 0 | Chemik Police   | 25-21, 25-13, 25-13        |
| 4 marzo 2021 Burhan Felek Spor Salonu, Istanbul Durata: 1h:49 - Spettatori: 150 | Eczacıbaşı | 1 - 3 | UYBA            | 23-25, 22-25, 25-22, 26-28 |

###### Squadre qualificate
- AGIL
- Imoco
- UYBA
- VakıfBank

##### Semifinali

###### Andata
| 17 marzo 2021 PalaTerdoppio, Novara Durata: 1h:14 - Spettatori: ?           | AGIL      | 0 - 3 | Imoco | 21-25, 18-25, 17-25               |
| 17 marzo 2021 VakıfBank Spor Sarayı, Istanbul Durata: 1h:46 - Spettatori: ? | VakıfBank | 2 - 3 | UYBA  | 25-20, 25-17, 21-25, 13-25, 13-15 |

###### Ritorno
| 23 marzo 2021 PalaVerde, Villorba Durata: 1h:17 - Spettatori: 15          | Imoco | 3 - 0 | AGIL      | 25-15, 25-23, 25-20 |
| 24 marzo 2021 PalaPiantanida, Busto Arsizio Durata: 1h:21 - Spettatori: ? | UYBA  | 0 - 3 | VakıfBank | 13-25, 15-25, 15-25 |

###### Squadre qualificate
- Imoco
- VakıfBank

##### Finale
La città e l'impianto sede della Grand Finale sono stati annunciati il 26 febbraio 2021.

###### Grand Finale
| 1º maggio 2021 PalaOlimpia, Verona Durata: 2h:26 - Spettatori: ? | Imoco | 3 - 2 | VakıfBank | 22-25, 25-22, 23-25, 25-23, 15-12 |

###### Squadra campione
- Imoco

## Statistiche
| Rendimento individuale | Rendimento individuale | Rendimento individuale | Rendimento individuale |
| Pos.                   | Nome                   | Punti                  | Squadra                |
| ---------------------- | ---------------------- | ---------------------- | ---------------------- |
| 1                      | Isabelle Haak          | 236                    | VakıfBank              |
| 2                      | Paola Egonu            | 215                    | Imoco                  |
| 3                      | Magdalena Stysiak      | 209                    | Savino Del Bene        |
| 4                      | Tijana Bošković        | 179                    | Eczacıbaşı             |
| 5                      | Camilla Mingardi       | 173                    | UYBA                   |
| 6                      | Alexa Gray             | 158                    | UYBA                   |
| 7                      | Krystal Rivers         | 132                    | MTV Stoccarda          |
| 8                      | Caterina Bosetti       | 127                    | AGIL                   |
| 9                      | Melissa Vargas         | 125                    | Fenerbahçe             |
| 10                     | Malwina Smarzek        | 120                    | AGIL                   |

| Attacchi vincenti | Attacchi vincenti | Attacchi vincenti | Attacchi vincenti |
| Pos.              | Nome              | Punti             | Squadra           |
| ----------------- | ----------------- | ----------------- | ----------------- |
| 1                 | Isabelle Haak     | 195               | VakıfBank         |
| 2                 | Paola Egonu       | 178               | Imoco             |
| 3                 | Magdalena Stysiak | 173               | Savino Del Bene   |
| 4                 | Tijana Bošković   | 157               | Eczacıbaşı        |
| 5                 | Camilla Mingardi  | 146               | UYBA              |
| 6                 | Alexa Gray        | 138               | UYBA              |
| 7                 | Krystal Rivers    | 123               | MTV Stoccarda     |
| 8                 | Melissa Vargas    | 116               | Fenerbahçe        |
| 9                 | Caterina Bosetti  | 109               | AGIL              |
| 10                | Jovana Brakočević | 98                | Chemik Police     |
| 10                | Malwina Smarzek   | 98                | AGIL              |

| Muri vincenti | Muri vincenti        | Muri vincenti | Muri vincenti   |
| Pos.          | Nome                 | Punti         | Squadra         |
| ------------- | -------------------- | ------------- | --------------- |
| 1             | Chiaka Ogbogu        | 31            | Eczacıbaşı      |
| 2             | Beyza Arıcı          | 27            | Eczacıbaşı      |
| 3             | Milena Rašić         | 25            | VakıfBank       |
| 4             | Isabelle Haak        | 24            | VakıfBank       |
| 4             | Marina Lubian        | 24            | Savino Del Bene |
| 4             | Mina Popović         | 24            | Savino Del Bene |
| 7             | Agnieszka Kąkolewska | 21            | Chemik Police   |
| 8             | Megan Courtney       | 20            | Savino Del Bene |
| 8             | Robin de Kruijf      | 20            | Imoco           |
| 10            | Cristina Chirichella | 19            | AGIL            |
| 10            | Ekaterina Belova     | 19            | Dinamo Mosca    |
| 10            | Nađa Ninković        | 19            | ŁKS             |

| Battute vincenti | Battute vincenti  | Battute vincenti | Battute vincenti |
| Pos.             | Nome              | Punti            | Squadra          |
| ---------------- | ----------------- | ---------------- | ---------------- |
| 1                | Magdalena Stysiak | 21               | Savino Del Bene  |
| 2                | Paola Egonu       | 20               | Imoco            |
| 3                | Isabelle Haak     | 17               | VakıfBank        |
| 3                | Micha Hancock     | 17               | AGIL             |
| 5                | Jovana Stevanović | 15               | UYBA             |
| 6                | Britt Herbots     | 14               | AGIL             |
| 7                | Katarina Lazović  | 13               | ŁKS              |
| 8                | Jordan Thompson   | 12               | Eczacıbaşı       |
| 9                | Lucie Nová        | 11               | Olomouc          |
| 10               | Yaremis Mendaro   | 10               | Nantes           |
| 10               | Camilla Mingardi  | 10               | UYBA             |